# Roncato
Valigeria Roncato è una società per azioni italiana fondata nel 1973 da Giovanni Roncato specializzata nella produzione di valigie e articoli da viaggio.
La sede dell'azienda si trova a Campodarsego, in provincia di Padova.
L'azienda ha registrato diversi brevetti per le sue valigie in Italia e nel mondo. Ha un fatturato annuo di circa €40 milioni e oltre 100 dipendenti.

## Storia
Le origini di Valigeria Roncato risalgono agli anni Quaranta, quando Antonio Roncato e sua moglie Palmira avviarono la produzione di valigie destinate principalmente agli emigranti italiani. Antonio, sfruttando l'esperienza acquisita come responsabile di produzione in un'azienda distrutta durante la Seconda Guerra Mondiale, iniziò a realizzare articoli per i viaggiatori del dopoguerra.
Negli anni Settanta, l'attività di famiglia subì una trasformazione significativa grazie a Giovanni Roncato, figlio di Antonio, che fondò Valigeria Roncato S.p.A. nel 1973, introducendo metodi di produzione in serie e contribuendo a posizionare l'azienda tra i principali produttori italiani di valigie.
Durante gli anni Ottanta e Novanta, l'azienda ampliò la propria presenza internazionale attraverso l'introduzione di prodotti innovativi come la linea Sphera, affermandosi nel mercato globale.
Nel 2020 durante la pandemia di COVID-19, Valigeria Roncato ha riconvertito parte della produzione passando dalle valigie ai dispositivi di protezione individuale, tra cui mascherine, nello stabilimento di Campodarsego. L'azienda ha donato diverse migliaia di mascherine alla Protezione Civile e valutato l'opportunità di sviluppare questo settore come potenziale business, vista la trasformazione delle abitudini di viaggio e il calo della domanda di articoli da valigeria durante la crisi del turismo.